# Lista de prêmios e indicações recebidos por Jão
Esta é a lista de prêmios e indicações recebidos por Jão, um cantor e compositor brasileiro. Ele lançou quatro álbuns de estúdio. Seu terceiro álbum, Pirata, lançado em outubro de 2021, recebeu várias indicações em premiações. No Grammy Latino de 2022, ele foi indicado para Melhor Álbum Pop Contemporâneo em Língua Portuguesa por Pirata; o single "Idiota" foi indicado para Melhor Canção em Língua Portuguesa. O álbum ganhou Albaum do Ano no MTV Millennial Awards Brasil 2022. No Prêmio Multishow de Música Brasileira 2022, Jão recebeu 6 indicações, incluindo Álbum do Ano pelo álbum.

## BreakTudo Awards
| Ano  | Categoria                  | Indicação                                      | Resultado | Ref.  |
| ---- | -------------------------- | ---------------------------------------------- | --------- | ----- |
| 2018 | Revelação Nacional         | Jão                                            | Indicado  | [ 1 ] |
| 2019 | Artista Masculino Nacional | Jão                                            | Indicado  | [ 2 ] |
| 2019 | Crush do Ano               | Jão                                            | Indicado  | [ 2 ] |
| 2019 | Clipe Nacional do Ano      | "Me Beija com Raiva"                           | Indicado  | [ 2 ] |
| 2020 | Artista Masculino Nacional | Jão                                            | Indicado  | [ 3 ] |
| 2021 | Artista Masculino Nacional | Jão                                            | Indicado  | [ 4 ] |
| 2021 | Clipe Nacional             | "Amor Pirata"                                  | Indicado  | [ 4 ] |
| 2022 | Artista Masculino Nacional | Jão                                            | Indicado  | [ 5 ] |
| 2022 | Clipe Nacional             | "Idiota"                                       | Indicado  | [ 5 ] |
| 2023 | Artista Masculino Nacional | Jão                                            | Indicado  | [ 6 ] |
| 2023 | Clipe Nacional             | "Pilantra" (com Anitta)                        | Indicado  | [ 6 ] |
| 2024 | Artista Masculino Nacional | Jão                                            | Indicado  | [ 7 ] |
| 2024 | Melhor Lançamento Pop      | "Se o Problema Era Você, Por Que Doeu em Mim?" | Indicado  | [ 7 ] |
| 2024 | Clipe Nacional do Ano      | "Me Lambe"                                     | Indicado  | [ 7 ] |

## Capricho Awards
| Ano  | Categoria               | Indicação | Resultado | Ref.  |
| ---- | ----------------------- | --------- | --------- | ----- |
| 2022 | Artista Nacional do Ano | Jão       | Indicado  | [ 8 ] |
| 2022 | Hit Nacional            | "Idiota"  | Indicado  | [ 8 ] |

## Grammy Latino
| Ano  | Categoria                                           | Indicação             | Resultado | Ref.   |
| ---- | --------------------------------------------------- | --------------------- | --------- | ------ |
| 2022 | Melhor Álbum Pop Contemporâneo em Língua Portuguesa | Pirata                | Indicado  | [ 9 ]  |
| 2022 | Melhor Canção em Língua Portuguesa                  | "Idiota"              | Indicado  | [ 9 ]  |
| 2024 | Melhor Álbum Pop Contemporâneo em Língua Portuguesa | Super                 | Indicado  | [ 10 ] |
| 2024 | Melhor Canção em Língua Portuguesa                  | "Alinhamento Milenar" | Indicado  | [ 10 ] |

## MTV Europe Music Awards
| Ano  | Categoria                 | Indicação | Resultado | Ref.   |
| ---- | ------------------------- | --------- | --------- | ------ |
| 2024 | Melhor Artista Brasileiro | Jão       | Indicado  | [ 11 ] |

## MTV Millennial Awards Brasil
| Ano  | Categoria       | Indicação            | Resultado | Ref.   |
| ---- | --------------- | -------------------- | --------- | ------ |
| 2018 | #Prestatenção   | Jão                  | Venceu    | [ 12 ] |
| 2019 | Arrasa no Style | Jão                  | Indicado  | [ 13 ] |
| 2019 | Clipe do Ano    | "Me Beija com Raiva" | Indicado  | [ 13 ] |
| 2021 | Clipão da P#rr@ | "Coringa"            | Indicado  | [ 14 ] |
| 2021 | Style do Ano    | Jão                  | Venceu    | [ 14 ] |
| 2022 | Albaum do Ano   | Pirata               | Venceu    | [ 15 ] |
| 2022 | Hino do Ano     | "Idiota"             | Indicado  | [ 15 ] |
| 2022 | Clipão da P#rr@ | "Idiota"             | Indicado  | [ 15 ] |
| 2022 | Hino de Karaokê | "Idiota"             | Indicado  | [ 15 ] |

## Music Video Festival Awards
| Ano  | Categoria                                     | Indicação             | Resultado | Ref.   |
| ---- | --------------------------------------------- | --------------------- | --------- | ------ |
| 2022 | Melhor Videoclipe                             | "Não Te Amo"          | Venceu    | [ 16 ] |
| 2022 | Melhor Direção em Videoclipe                  | "Não Te Amo"          | Indicado  | [ 16 ] |
| 2022 | Melhor Fotografia em Videoclipe               | "Não Te Amo"          | Indicado  | [ 16 ] |
| 2022 | Efeitos Especiais em Videoclipe               | "Não Te Amo"          | Indicado  | [ 16 ] |
| 2023 | Melhor Videoclipe Nacional                    | "Me Lambe"            | Venceu    | [ 17 ] |
| 2023 | Melhor Direção de Arte em Videoclipe Nacional | "Me Lambe"            | Indicado  | [ 17 ] |
| 2023 | Melhor Narrativa em Videoclipe Nacional       | "Me Lambe"            | Indicado  | [ 17 ] |
| 2024 | Melhor Narrativa em Videoclipe Nacional       | "Alinhamento Milenar" | Indicado  | [ 18 ] |

## Nickelodeon Kids' Choice Awards
| Ano  | Categoria                   | Indicação | Resultado | Ref.   |
| ---- | --------------------------- | --------- | --------- | ------ |
| 2023 | Artista Brasileiro Favorito | Jão       | Indicado  | [ 19 ] |
| 2024 | Artista Brasileiro Favorito | Jão       | Indicado  | [ 20 ] |

## Prêmio Área VIP
| Ano  | Categoria     | Indicação | Resultado | Ref.   |
| ---- | ------------- | --------- | --------- | ------ |
| 2022 | Melhor Cantor | Jão       | Venceu    | [ 21 ] |

## Prêmio Contigo! Online
| Ano  | Categoria         | Indicação | Resultado | Ref.   |
| ---- | ----------------- | --------- | --------- | ------ |
| 2019 | Revelação Musical | Jão       | Indicado  | [ 22 ] |

## Prêmio F5
| Ano  | Categoria     | Indicação | Resultado | Ref.   |
| ---- | ------------- | --------- | --------- | ------ |
| 2021 | Melhor Cantor | Jão       | Indicado  | [ 23 ] |

## Prêmio Influency.me
| Ano  | Categoria       | Indicação | Resultado | Ref.   |
| ---- | --------------- | --------- | --------- | ------ |
| 2019 | Estrela Digital | Jão       | Indicado  | [ 24 ] |

## Prêmio Jovem Brasileiro
| Ano  | Categoria     | Indicação               | Resultado | Ref.   |
| ---- | ------------- | ----------------------- | --------- | ------ |
| 2018 | Melhor Cantor | Jão                     | Indicado  | [ 25 ] |
| 2019 | Melhor Cantor | Jão                     | Indicado  | [ 26 ] |
| 2020 | Melhor Cantor | Jão                     | Venceu    | [ 27 ] |
| 2021 | Melhor Cantor | Jão                     | Indicado  | [ 28 ] |
| 2022 | Melhor Cantor | Jão                     | Venceu    | [ 29 ] |
| 2022 | O Show do Ano | Turnê Pirata            | Venceu    | [ 29 ] |
| 2023 | Melhor Cantor | Jão                     | Indicado  | [ 30 ] |
| 2024 | Melhor Cantor | Jão                     | Indicado  | [ 31 ] |
| 2024 | Melhor Feat   | "Pilantra" (com Anitta) | Indicado  | [ 31 ] |

## Prêmio LGBT + Som
| Ano  | Categoria                                 | Indicação                     | Resultado | Ref.   |
| ---- | ----------------------------------------- | ----------------------------- | --------- | ------ |
| 2019 | Melhor Álbum Nacional                     | Anti-Herói                    | Indicado  | [ 32 ] |
| 2020 | Melhor Canção Nacional Featuring ou Grupo | "Me Liga" (com Ivete Sangalo) | Indicado  | [ 33 ] |
| 2021 | Melhor Canção Pop Nacional Solo           | "Coringa"                     | Venceu    | [ 34 ] |
| 2021 | Melhor Videoclipe Nacional                | "Coringa"                     | Indicado  | [ 34 ] |
| 2023 | Melhor Videoclipe Nacional                | "Me Lambe"                    | Indicado  | [ 35 ] |
| 2023 | Melhor Canção Pop Nacional Solo           | "Me Lambe"                    | Indicado  | [ 35 ] |
| 2023 | Melhor Álbum Nacional                     | Super                         | Indicado  | [ 35 ] |

## Prêmio Men of the Year Brasil
| Ano  | Categoria              | Indicação | Resultado | Ref.   |
| ---- | ---------------------- | --------- | --------- | ------ |
| 2022 | Homem do Ano na Música | Jão       | Venceu    | [ 36 ] |

## Prêmio Multishow de Música Brasileira
| Ano  | Categoria             | Indicação                     | Resultado | Ref.   |
| ---- | --------------------- | ----------------------------- | --------- | ------ |
| 2019 | Fiat Argo Experimente | Jão                           | Indicado  | [ 37 ] |
| 2022 | Artista do Ano        | Jão                           | Indicado  | [ 38 ] |
| 2022 | Voz do Ano            | Jão                           | Indicado  | [ 38 ] |
| 2022 | Show do Ano           | Turnê Pirata                  | Indicado  | [ 38 ] |
| 2022 | Álbum do Ano          | Pirata                        | Indicado  | [ 38 ] |
| 2022 | Hit do Ano            | "Idiota"                      | Indicado  | [ 38 ] |
| 2022 | Clipe TVZ do Ano      | "Idiota"                      | Indicado  | [ 38 ] |
| 2023 | Artista do Ano        | Jão                           | Indicado  | [ 39 ] |
| 2023 | Clipe TVZ do Ano      | "Pilantra" (com Anitta)       | Venceu    | [ 39 ] |
| 2023 | Pop do Ano            | "Pilantra" (com Anitta)       | Indicado  | [ 39 ] |
| 2023 | Pop do Ano            | "Me Lambe"                    | Indicado  | [ 39 ] |
| 2023 | Álbum do Ano          | Super                         | Indicado  | [ 39 ] |
| 2023 | Capa do Ano           | Super                         | Indicado  | [ 39 ] |
| 2024 | Artista do Ano        | Jão                           | Indicado  | [ 40 ] |
| 2024 | Pop do Ano            | "Mal" (com Gustavo Mioto)     | Indicado  | [ 40 ] |
| 2024 | Pop do Ano            | "O Triste É Que Eu Te Amo"    | Indicado  | [ 40 ] |
| 2024 | Show do Ano           | SuperTurnê e Rock in Rio 2024 | Venceu    | [ 40 ] |

## Prêmio POP Mais
| Ano  | Categoria                | Indicação                  | Resultado | Ref.   |
| ---- | ------------------------ | -------------------------- | --------- | ------ |
| 2018 | Artista Revelação        | Jão                        | Indicado  | [ 41 ] |
| 2018 | Álbum do Ano             | Lobos                      | Indicado  | [ 41 ] |
| 2020 | Álbum do Ano             | Turnê Anti-Herói (Ao Vivo) | Venceu    | [ 42 ] |
| 2021 | Melhor Artista Masculino | Jão                        | Indicado  | [ 43 ] |
| 2021 | Melhor Videoclipe        | "Coringa"                  | Indicado  | [ 43 ] |
| 2021 | Música do Ano            | "Amor Pirata"              | Indicado  | [ 43 ] |
| 2021 | Álbum do Ano             | Pirata                     | Indicado  | [ 43 ] |

## Prêmio Rádio Globo Quem
| Ano  | Categoria | Indicação | Resultado | Ref.   |
| ---- | --------- | --------- | --------- | ------ |
| 2021 | Aposta    | Jão       | Indicado  | [ 44 ] |

## Prêmio TodaTeen
| Ano  | Categoria              | Indicação | Resultado | Ref.   |
| ---- | ---------------------- | --------- | --------- | ------ |
| 2021 | Melhor Cantor Nacional | Jão       | Indicado  | [ 45 ] |

## Trends Brasil Conference
| Ano  | Categoria      | Indicação | Resultado | Ref.   |
| ---- | -------------- | --------- | --------- | ------ |
| 2022 | Melhor Single  | "Idiota"  | Venceu    | [ 46 ] |
| 2022 | Melhor Álbum   | Pirata    | Venceu    | [ 46 ] |
| 2022 | Melhor Artista | Jão       | Indicado  | [ 46 ] |
| 2023 | Melhor Artista | Jão       | Indicado  | [ 47 ] |

## Troféu Imprensa
| Ano  | Categoria     | Indicação | Resultado | Ref.   |
| ---- | ------------- | --------- | --------- | ------ |
| 2022 | Melhor Cantor | Jão       | Venceu    | [ 48 ] |
| 2025 | Melhor Cantor | Jão       | Venceu    | [ 49 ] |

## Troféu Internet
| Ano  | Categoria     | Indicação | Resultado | Ref.   |
| ---- | ------------- | --------- | --------- | ------ |
| 2022 | Melhor Cantor | Jão       | Venceu    | [ 48 ] |
| 2025 | Melhor Cantor | Jão       | Venceu    | [ 49 ] |

## SEC Awards
| Ano  | Categoria                         | Indicação                  | Resultado | Ref.   |
| ---- | --------------------------------- | -------------------------- | --------- | ------ |
| 2022 | Artista Masculino do Ano          | Jão                        | Indicado  | [ 50 ] |
| 2022 | Música do Ano                     | "Idiota"                   | Indicado  | [ 50 ] |
| 2022 | Clipe do Ano                      | "Idiota"                   | Indicado  | [ 50 ] |
| 2022 | Álbum/EP do Ano                   | Pirata                     | Indicado  | [ 50 ] |
| 2023 | Artista Masculino Nacional do Ano | Jão                        | Indicado  | [ 51 ] |
| 2023 | Música do Ano                     | "Pilantra" (com Anitta)    | Indicado  | [ 51 ] |
| 2023 | Feat Nacional do Ano              | "Pilantra" (com Anitta)    | Indicado  | [ 51 ] |
| 2023 | Clipe Favorito do Ano             | "Pilantra" (com Anitta)    | Indicado  | [ 51 ] |
| 2024 | Clipe Favorito do Ano             | "Me Lambe"                 | Indicado  | [ 52 ] |
| 2024 | Música do Ano                     | "Me Lambe"                 | Venceu    | [ 52 ] |
| 2024 | Álbum/EP do Ano                   | Super                      | Venceu    | [ 52 ] |
| 2024 | Capa do Ano                       | Super                      | Indicado  | [ 52 ] |
| 2024 | Artista Masculino do Ano          | Jão                        | Venceu    | [ 52 ] |
| 2024 | Melhor Show/Turnê                 | SuperTurnê                 | Venceu    | [ 52 ] |
| 2025 | Artista Masculino do Ano          | Jão                        | Pendente  | [ 53 ] |
| 2025 | Álbum/EP do Ano                   | Supernova                  | Pendente  | [ 53 ] |
| 2025 | Música do Ano                     | "O Triste É Que Eu Te Amo" | Pendente  | [ 53 ] |
| 2025 | Feat do Ano                       | "Mal" (com Gustavo Mioto)  | Pendente  | [ 53 ] |

## Splash Awards
| Ano  | Categoria                  | Indicação  | Resultado | Ref.   |
| ---- | -------------------------- | ---------- | --------- | ------ |
| 2022 | Cantora ou Cantor do Ano   | Jão        | Indicado  | [ 54 ] |
| 2024 | Melhor Cantor Nacional     | Jão        | Venceu    | [ 55 ] |
| 2024 | Melhor Show/Turnê Nacional | SuperTurnê | Venceu    | [ 55 ] |